# Virginia Vale
Virginia Vale (20 de mayo de 1920 – 14 de septiembre de 2006) fue una actriz cinematográfica estadounidense, conocida por su participación en diversos westerns de serie B, aunque también interpretó papeles de otras características, como fue el caso de Blonde Comet (1941), película en la cual encarnaba a una piloto de carreras.

## Biografía
Su verdadero nombre era Dorothy Howe, y así fue acreditada en algunas de sus primeras películas. El nombre Virginia Vale había sido elegido con antelación para ser utilizado por la ganadora del concurso de talentos "Gateway to Hollywood" de 1939, un certamen de carácter nacional patrocinado por el productor Jesse Lasky – como apuntó (un tanto indignada) otra Virginia Vale una columnista de prensa que escribía sobre el mundo del cine. Vale superó a Rhonda Fleming en el certamen de 1939.
Finalizada su carrera cinematográfica, Vale fue secretaria ejecutiva de Lockheed Corporation y juez de competición de la US Figure Skating Association (Asociación estadounidense de patinaje artístico). Tras cincuenta años de dicho servicio, fue galardonada por la USFSA. Antes de ser juez, Vale había sido durante un breve tiempo patinadora de competición.
Virginia Vale falleció en 2006 en Los Ángeles, California.

## Selección de su filmografía
- King of Alcatraz (1938)
- Her Jungle Love (1938)
- Disbarred (1939)
- Three Sons (1939)
- Unmarried (1939)
- Legion of the Lawless (1940)
- Triple Justice (1940)
- Bullet Code 1940
- Blonde Comet (1941)
- Crime, Inc. (1945)